# Jan Justyna
Jan Justyna (ur. 26 czerwca 1887  w Żarnowicy, zm. 16 czerwca 1969) – polski nauczyciel, działacz oświatowy i społeczny, organizator dziecięcych zespołów muzycznych.

## Życiorys

### Młodość i edukacja
Ukończył Szkołę Rolniczą w Pszczelinie oraz Korespondencyjne Kursy Rolnicze im. St. Staszica w Warszawie. Jako młody człowiek utracił przedramię lewej ręki na skutek wypadku przy młócce zboża. Nie mogąc dłużej pracować w rolnictwie, podjął naukę w Warszawskim Seminarium Nauczycielskim na Ursynowie, które ukończył w 1913 r. Pierwsze doświadczenia w pracy nauczyciela zdobył w miejscowościach: Sobanice i Proszenie.

### Okres żarnowicki (1917-1945)
W 1917 r. otrzymał stanowisko nauczyciela w swojej rodzinnej miejscowości Żarnowica. Jako nauczyciel dużo uwagi poświęcał edukacji muzycznej. Do jego zasług należy stworzenie Dziecięcej Orkiestry Piszczałkowej. Uczniowie grali na piszczałkach zrobionych z metalowych rurek, które można było stroić za pomocą przesuwanego korka umieszczonego u wlotu piszczałki. Oprócz piszczałek wykorzystywano również bęben. Orkiestra wzbudziła zainteresowanie inspektoratu szkolnego z Piotrkowa i występowała na różnego typu uroczystościach. Ważnym wydarzeniem był występ Dziecięcej Orkiestry Fujarkowej przed Edwardem Rydzem-Śmigłym podczas dożynek w Liskowie (1937). W okresie pracy w Żarnowicy Jan Justyna angażował się w działalność na rzecz rozwoju wsi, m.in.:
- uczestniczył w utworzeniu Ochotniczej Straży Ogniowej. Przez pewien okres pełnił funkcję komendanta. Do jego zasług należy zainicjowanie budowy remizy strażackiej w Żarnowicy z salą widowiskową oraz utworzenie orkiestry dętej, w której pełnił rolę dyrygenta;
- zainicjował budowę domu ludowego z salą widowiskową, w której mógł występować zespół dramatyczny;
- utworzył wypożyczalnię książek w Żarnowicy w oparciu o dary Polskiej Macierzy Szkolnej, Inspektoratu Szkolnego oraz własne zakupy. Jej zasoby (ok. 100 woluminów) stały się podstawą do utworzenia Klubu Książki i Prasy „Ruch” w okresie powojennym;
- był członkiem Rady Powiatowej Sejmiku w Piotrkowie Trybunalskim;
- współuczestniczył w utworzeniu Spółdzielni Zbożowej w Wolborzu, Spółdzielni Wełniarskiej „Runo” oraz Spółdzielni Mleczarskiej w Żarnowicy;
- brał udział w pracach Kółka Rolniczego.

W 1938 r. został odznaczony Złotym Krzyżem Zasługi.

### Okres moszczenicki (1945-1963)
W lutym 1945 r. podjął pracę w szkole podstawowej w Moszczenicy. W 1946 objął funkcję kierownika szkoły i pełnił ją do chwili przejścia na emeryturę (1951).
W Moszczenicy kontynuował pracę na rzecz edukacji muzycznej: nawiązał współpracę z Moszczenickimi Zakładami Przemysłu Bawełnianego, od których pozyskał metalowe rurki do wyrobu piszczałek i utworzył dziecięcy zespół muzyczny. Pierwszy występ odbył się 1 maja 1945 r. Szkoła w Moszczenicy była znacznie większa niż szkoła w Żarnowicy, a zatem utworzony przez Jana Justynę zespół wokalno-muzyczny był bardziej liczny i urozmaicony: wykorzystywano m.in. skrzypce, gitarę kontrabas i perkusję. Jan Justyna pisał sam teksty na potrzeby występów. Zespół występował w całej Polsce (do 1953 r. dał 145 występów). Do jego sukcesów należało pierwsze miejsce podczas Festiwalu Sztuki i Pieśni Radzieckiej.   
Po przejściu na emeryturę (1951) podjął pracę jako kierownik Świetlicy Przyzakładowej Moszczenickich Zakładów Przemysłu Bawełnianego, gdzie również udzielał lekcji muzyki. Był promotorem idei budowy nowego domu kultury w Moszczenicy, która została zrealizowana w 1963 r. W 1962 r. Jan Justyna zmuszony był zakończyć aktywność zawodową na skutek udaru mózgu.

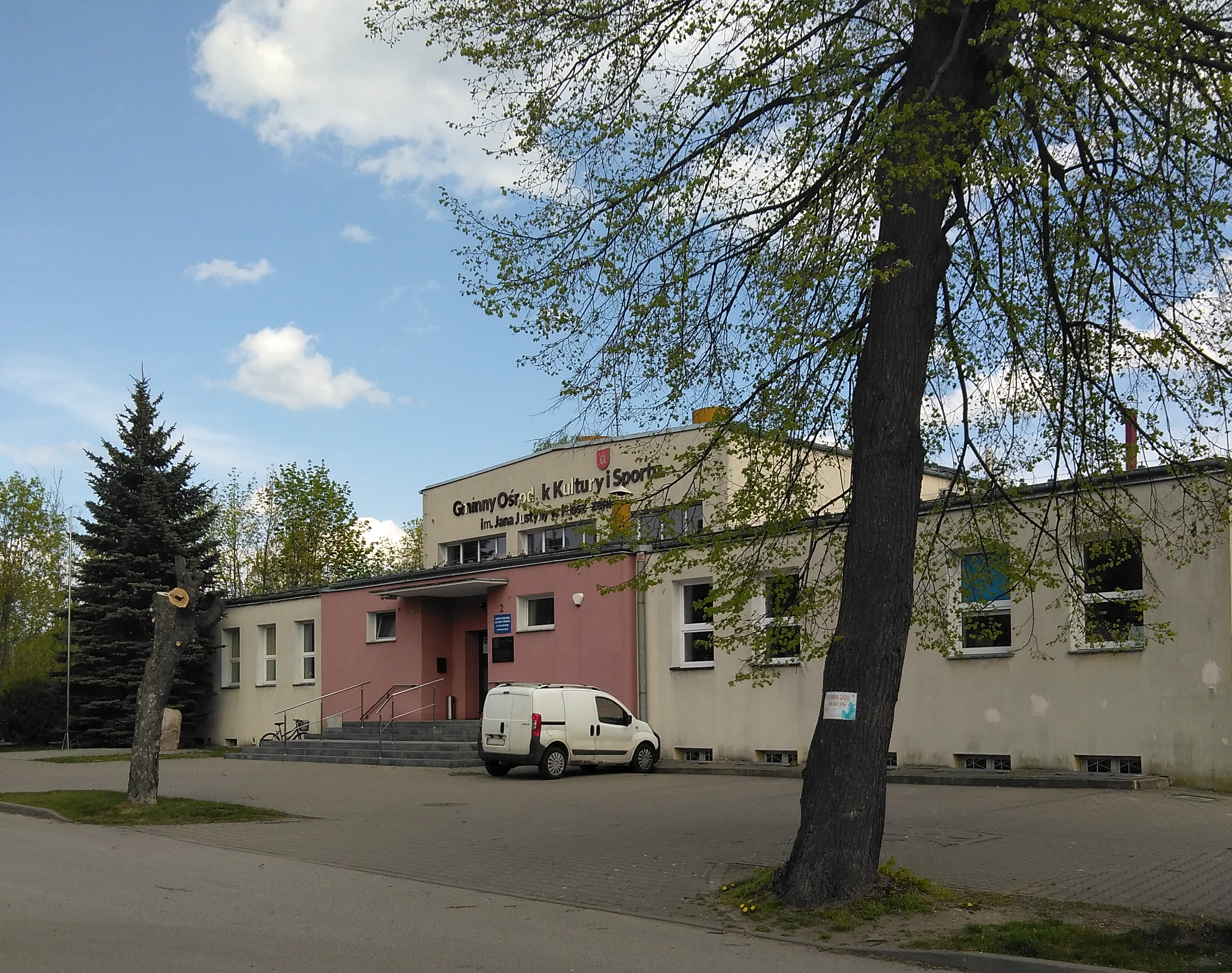
Gminny Ośrodek Kultury i Sportu im. Jana Justyny w Moszczenicy

## Upamiętnienie
W 2001 r. imieniem Jana Justyny nazwano Gminny Ośrodek Kultury (obecnie: Gminny Ośrodek Kultury i Sportu) w Moszczenicy i ufundowano tablicę upamiętniającą patrona.